# Guardianes de la Galaxia (banda sonora)
Guardians of the Galaxy: Awesome Mix Vol. 1 (Original Motion Picture Soundtrack) es el álbum de banda sonora de la película de Marvel Studios Guardianes de la Galaxia. Con canciones presentes en la cinta de Peter Quill en la película, el álbum fue lanzado por Hollywood Records el 29 de julio de 2014. Un álbum separado de música, Guardians of the Galaxy (Original Score), compuesta por Tyler Bates, también fue lanzado por Hollywood Records en la misma fecha, junto con una versión deluxe que contiene ambos álbumes. El álbum de banda sonora alcanzó el primer lugar en la lista Billboard 200 estadounidense, convirtiéndose en el primer álbum de banda sonora en la historia conformado en su totalidad por canciones previamente lanzadas en encabezar dicha lista.
El álbum estuvo en la cima de la Billboard Top Soundtracks por 11 semanas consecutivas y 16 semanas en total. Hasta abril de 2017, ha vendido más de 1,75 millones de copias solo en los Estados Unidos, y recibió un certificado de platino de la RIAA. Fue el segundo álbum de banda sonora más vendido de 2014 en Estados Unidos, solo detrás de la banda sonora de Frozen.

## Antecedentes
En agosto de 2013 James Gunn, director de la película, publicó en su página de Facebook que Tyler Bates compondría la banda sonora de la película. Gunn afirmó que Bates escribiría parte de la música primero para que él pueda filmar al compás, en lugar de en el sentido inverso. En febrero de 2014, Gunn reveló que la película incorporaría canciones de las décadas de 1960 y 1970, como "Hooked on a Feeling", en una cinta en el Walkman de Quill, que actúa como un modo de mantener su conexión con la Tierra, su casa y su familia que perdió. En mayo de 2014, Gunn añadió que usar las canciones de los años 60 y 70 eran "puntos de referencia cultural", y dijo, "Es encontrar el equilibro a lo largo de toda la película, mediante algo que es muy único, pero también fácilmente accesible para la gente a la vez. La música y los objetos de la Tierra son una de esas cosas que tenemos para recordar que, sí, [Quill] es una persona real del planeta Tierra que es como tú y yo. Excepto que está en una gran aventura espacial."

## Guardians of the Galaxy: Awesome Mix Vol. 1 (Original Motion Picture Soundtrack)

### Lista de canciones
Todas las canciones —excepto "Spirit in the Sky", que suena en el tráiler— aparecen en la película. "Never Been to Spain" de Three Dog Night, "Magic" de Pilot, y "Livin' Thing" de Electric Light Orchestra también se usaron durante el rodaje; sin embargo, las escenas en donde aparecían fueron eliminadas de la versión final de la película. "Wichita Lineman" de Glen Campbell y "Mama Told Me (Not to Come)" de Three Dog Night fueron originalmente consideradas para la película en lugar de "Moonage Daydream". "Fox on the Run" de Sweet y "Surrender" de Cheap Trick también estuvieron en consideración para la película. Ambas luego serían usadas para el Awesome Mix Vol. 2 de Guardianes de la Galaxia vol. 2.
| N.º   | Título                           | Artista(s)                  | Duración |  |
| 1.    | «Hooked on a Feeling»            | Blue Swede                  | 2:52     |  |
| 2.    | «Go All the Way»                 | Raspberries                 | 3:21     |  |
| 3.    | «Spirit in the Sky»              | Norman Greenbaum            | 4:02     |  |
| 4.    | «Moonage Daydream»               | David Bowie                 | 4:41     |  |
| 5.    | «Fooled Around and Fell in Love» | Elvin Bishop                | 4:35     |  |
| 6.    | «I'm Not in Love»                | 10cc                        | 6:03     |  |
| 7.    | «I Want You Back»                | The Jackson 5               | 2:58     |  |
| 8.    | «Come and Get Your Love»         | Redbone                     | 3:26     |  |
| 9.    | «Cherry Bomb»                    | The Runaways                | 2:17     |  |
| 10.   | «Escape (The Piña Colada Song)»  | Rupert Holmes               | 4:37     |  |
| 11.   | «O-o-h Child»                    | Five Stairsteps             | 3:13     |  |
| 12.   | «Ain't No Mountain High Enough»  | Marvin Gaye y Tammi Terrell | 2:29     |  |
| 44:34 |                                  |                             |          |  |

### Listas y certificaciones
Para agosto de 2014,Guardians of the Galaxy: Awesome Mix Vol. 1 encabezaba la lista Billboard 200, convirtiéndose en el primer álbum de banda sonora conformado en su totalidad por canciones previamente lanzadas en encabezar dicha lista. Para septiembre de 2014, Guardians of the Galaxy: Awesome Mix Vol. 1 era el segundo álbum de banda sonora más vendido en los Estados Unidos (detrás de Frozen) con 436 000 copias vendidas en ese momento. El álbum también fue el segundo de banda sonora lanzado por Disney Music Group en 2014 (también después de Frozen) en alcanzar el primer puesto en dicha lista. El álbum recibió un certificado de oro de la Recording Industry Association of America, ocho semanas después de su lanzamiento. También fue lanzada una edición exclusiva en LP de vinilo de la banda sonora en 16 de septiembre de 2014. El 28 de noviembre de 2014, salió una edición limitada en cinta de casete para minoristas asociados al evento del viernes negro de Record Store Day, y es el primer lanzamiento en casete de Disney Music Group desde Classic Disney: 60 Years of Musical Magic en 2003. La banda sonora fue el quinto álbum más vendido de 2014, con 898 000 copias vendidas ese año. En enero de 2015, el álbum recibió un certificado de platino de la RIAA. Ha vendido 1,75 millones de copias en total en los Estados Unidos, con 11 000 salidas de ventas de casete. Mundialmente, Guardians of the Galaxy: Awesome Mix Vol. 1 vendió más de 2,5 millones de copias en 2014.
| Lista (2014)                                | Máxima posición |
| ------------------------------------------- | --------------- |
| Australia (ARIA)                            | 2               |
| Bélgica (Ultratop flamenca)                 | 18              |
| Bélgica (Ultratop valona)                   | 23              |
| Canadá (Billboard Canadian Albums)          | 1               |
| Dinamarca (Hitlisten)                       | 5               |
| Países Bajos (Album Top 100)                | 27              |
| Francia (SNEP)                              | 46              |
| Hungría (MAHASZ)                            | 11              |
| Italia (FIMI)                               | 2               |
| Nueva Zelanda (Recorded Music NZ)           | 7               |
| España (PROMUSICAE)                         | 28              |
| Suiza (Schweizer Hitparade)                 | 19              |
| Reino Unido (UK Compilation Albums)         | 2               |
| Estados Unidos (Billboard 200)              | 1               |
| Estados Unidos Billboard Top Soundtracks    | 1               |
| Estados Unidos Billboard Top Rock Albums    | 1               |
| Estados Unidos Billboard Top Digital Albums | 1               |

| Lista (2014)                      | Posición |
| --------------------------------- | -------- |
| Australia (ARIA)                  | 22       |
| Lista (2015)                      | Posición |
| Australia (ARIA)                  | 36       |
| Nueva Zelanda (Recorded Music NZ) | 48       |
| Lista (2017)                      | Posición |
| Australia (ARIA)                  | 18       |
| Austria (Ö3 Austria)              | 37       |
| Lista (2018)                      | Posición |
| Australia (ARIA)                  | 24       |
| Austria (Ö3 Austria)              | 48       |

## Guardians of the Galaxy (Original Score)

### Lista de canciones
Toda la música compuesta por Tyler Bates.

| N.º     | Título                          | Duración |  |
| 1.      | «Morag»                         | 1:58     |  |
| 2.      | «The Final Battle Begins»       | 4:21     |  |
| 3.      | «Plasma Ball»                   | 1:18     |  |
| 4.      | «Quill's Big Retreat»           | 1:38     |  |
| 5.      | «To the Stars»                  | 2:52     |  |
| 6.      | «Ronan's Theme»                 | 2:24     |  |
| 7.      | «Everyone's an Idiot»           | 1:26     |  |
| 8.      | «What a Bunch of A-Holes»       | 2:14     |  |
| 9.      | «Busted»                        | 1:34     |  |
| 10.     | «The New Meat»                  | 0:36     |  |
| 11.     | «The Destroyer»                 | 1:27     |  |
| 12.     | «Sanctuary»                     | 2:26     |  |
| 13.     | «The Kyln Escape»               | 7:23     |  |
| 14.     | «Don't Mess With My Walkman»    | 0:44     |  |
| 15.     | «The Great Companion»           | 0:51     |  |
| 16.     | «The Road to Knowhere»          | 0:37     |  |
| 17.     | «The Collector»                 | 3:20     |  |
| 18.     | «Ronan's Arrival»               | 0:56     |  |
| 19.     | «The Pod Chase»                 | 3:56     |  |
| 20.     | «Sacrifice»                     | 3:20     |  |
| 21.     | «We All Got Dead People»        | 1:46     |  |
| 22.     | «The Ballad of the Nova Corps.» | 1:48     |  |
| 23.     | «Groot Spores»                  | 1:11     |  |
| 24.     | «Guardians United»              | 2:46     |  |
| 25.     | «The Big Blast»                 | 3:05     |  |
| 26.     | «Groot Cocoon»                  | 2:29     |  |
| 27.     | «Black Tears»                   | 2:43     |  |
| 28.     | «Citizens Unite»                | 1:15     |  |
| 29.     | «A Nova Upgrade»                | 2:10     |  |
| 1:04:34 |                                 |          |  |